# Lutz Kirchhof
Lutz Kirchhof (* 1953 in Frankfurt am Main) ist ein deutscher Lautenist.
Kirchhof begann schon früh mit seiner Ausbildung an der Laute. Ab dem zwölften Lebensjahr erfolgten erste öffentliche Auftritte. 1972 war er Bundessieger des Wettbewerbs Jugend musiziert. Er studierte bei Lothar Fuchs an der Musikhochschule Frankfurt, sein Examen bestand er mit Auszeichnung. Ab 1973 war er im Frankfurter Studio für alte Musik tätig. Seit 1996 konzertiert er gemeinsam mit Martina Kirchhof als Duo Kirchhof. Konzertreisen führten ihn nach Japan, Frankreich, Norwegen, Tunesien und Israel. Seine Interpretationen wurden durch zahlreiche CD-Produktionen und Rundfunkaufnahmen dokumentiert.

## Auszeichnungen
- 1993 Preis der Deutschen Schallplattenkritik